# Armand d’Harcourt
Jean Bernard Armand Comte d’Harcourt (* 10. Oktober 1883 im 7. Arrondissement, Paris, Département Seine; † 4. September 1975 ebenda) war ein französischer Marineoffizier. Er war zuletzt Vizeadmiral der französischen Marine.

## Leben

### Ausbildung zum Marineoffizier und Erster Weltkrieg
Armand d’Harcourt war das zweite von sieben Kinder des Oberst der Infanterie Victor Amédée Constant d’Harcourt, Graf von Harcourt, und dessen Ehefrau Gabrielle de Laguiche. Er begann nach dem Schulbesuch 1900 eine Ausbildung zum Marineoffizier an der Marineschule (École Navale) sowie auf dem Schulschiff Duguay-Trouin. Am 5. Oktober 1903 wurde er zum Marinestützpunkt Brest versetzt sowie am 1. Januar 1904 an Bord des zum Nordgeschwader (Escadre du Nord) gehörenden Panzerkreuzer Jeanne d’Arc, wo am 5. Oktober 1905 seine Beförderung zum Leutnant zur See (Enseigne de vaisseau de deuxième classe)erfolgte. Nach einer neuerlichen Verwendung vom 1. Januar bis April 1906 auf dem Marinestützpunkt Brest wurde er auf ein Torpedoboot der 2. Mittelmeer-Torpedobootflottille nach Korsika versetzt. Anschließend fand er zwischen 1907 und 1908 Verwendung auf dem Panzerkreuzer Pothuau sowie danach vom 1. Januar 1908 bis zum 1. Januar 1909 als Ausbilder an der Waffenoffiziersschule (École des Officiers canonniers). Daraufhin war er vom 1. Januar bis Oktober 1909 Offizier auf dem zur Fernostabteilung (Division navale d’Extrême-Orient) gehörenden Panzerkreuzer Bruix sowie danach zwischen Oktober 1909 und Januar 1911 auf dem zum Mittelmeergeschwader (Escadre de Méditerranée) gehörenden Einheitslinienschiff Justice.
Am 5. Januar 1911 wurde d’Harcourt Ordonnanzoffizier von Konteradmiral Jean Bellue, dem Oberkommandierenden des 1. Geschwaders, und als solcher am 7. April 1913 auch zum Kapitänleutnant (Lieutenant de Vaisseau) befördert. Danach wurde er 1. Januar 1914 erneut zum Panzerkreuzer Pothuau versetzt, der nunmehr als Marineschießversuchsschule (École d’application de tir à la mer) diente. Nach Ausbruch des Ersten Weltkrieges wurde er im August 1914 Offizier auf dem Einheitslinienschiff Patrie sowie im Oktober 1915 Kommandant eines Flusskanonenbootes. Nach einer Verwundung wurde er im Juli 1916 erstmals im Kriegstagebuch der Marine erwähnt. Danach übernahm er 1917 den Posten als Kommandeur der 1. Flusskanonenbootgruppe sowie im Januar 1918 Kommandeur einer 155 Mann starken Marineartilleriebatterie. Aufgrund seiner Verdienste bei einem deutschen Angriff in der Champagne am 15. Juli und der Gegenoffensive im September 1918 wurde er erneut Kriegstagebuch der Marine erwähnt. Darüber hinaus wurde ihm das Ritterkreuz der Ehrenlegion sowie das Croix de guerre verliehen.

### Aufstieg zum Konteradmiral und Zweiter Weltkrieg

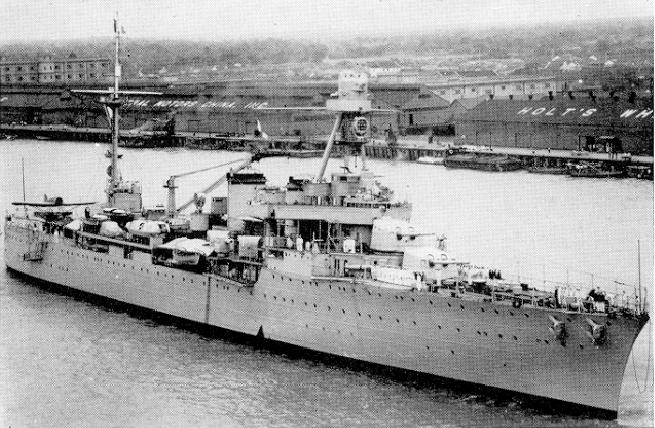
1932 wurde Kapitän zur See d’Harcourt Kommandant des Leichten Kreuzers Duguay-Trouin

Nach Kriegsende wurde d’Harcourt im Dezember 1918 Kommandant eines Flusskanonenbootes auf dem Rhein und erhielt am 25. September 1920 seine Beförderung zum Korvettenkapitän (Capitaine de Corvette). Daraufhin wurde er am 1. Januar 1921 auf dem zum Mittelmeergeschwader gehörenden Schlachtschiffes Lorraine versetzt und dort am 13. Dezember 1923 zum Fregattenkapitän (Capitaine de Frégate) befördert. Während einer neuerlichen Verwendung zwischen April 1924 und Juni 1926 auf dem Panzerkreuzer Pothuau wurde ihm auch das Offizierskreuz der Ehrenlegion verliehen. Im Juni 1926 wurde er Offizier auf dem Panzerkreuzer Gueydon und anschließend zunächst Kommandant der Toul, ehe er danach Kommandeur des 5. sowie anschließend des 3. Patrouillenbootgeschwaders. Im Anschluss wurde er 1928 zu dem zum Mittelmeergeschwader gehörenden Schlachtschiff Courbet versetzt. Nachdem er am 7. Oktober 1931 zum Kapitän zur See (Capitaine de Vaisseau) befördert worden war, übernahm er 1932 den Posten als Kommandant des zur 3. Leichten Abteilung in Brest gehörenden Leichten Kreuzers Duguay-Trouin. Ende 1933 wurde er Kommandant des zur 8. Leichten Abteilung in Brest gehörenden Zerstörers Chacal sowie Ende 1934 Kommandant des zur 6. Leichten Abteilung gehörenden Zerstörers Bison. Im Anschluss wurde er im Mai 1935 Kommandant des Minenlegers Pluton, der der Marineschießversuchsschule zugeordnet war. Danach folgte zwischen August 1937 und Februar 1938 eine Verwendung als Kommandant der Seefront im Militärhafen Toulon sowie von Februar 1938 bis April 1939 als Kommandant des Marinestützpunktes Le Havre.
Nach seiner Beförderung zum Konteradmiral (Contre-amiral) am 11. April 1939 wurde d’Harcourt Kommandant des Marinestützpunktes Rochefort sowie im Mai 1940 Kommandeur der Marine in Französisch-Marokko. Im September 1940 wurde er zum Vizeadmiral (Vice-amiral) befördert und fungierte bis zu seinem Ausscheiden aus dem aktiven Dienst im Oktober 1942 als Delegierter der Admiralität in Casablanca. Nach dem Ende des Zweiten Weltkrieges fungierte er zwischen 1948 und seinem Tod 1975 als Präsident der Gesellschaft für Meeresarbeiten (Société des Œuvres de mer) sowie von 1955 bis 1967 als Präsident der Zentralen Gesellschaft zur Rettung der Schiffbrüchigen SCSN (Société centrale de sauvetage des naufragés). Darüber hinaus wurde er 1951 Mitglied der Marineakademie (Académie de marine).
Er war seit dem 7. Januar 1913 mit Marie Laure „Renée“ de Salignac-Fénelon verheiratet, deren Vater Jean-Hugues de Salignac-Fénelon von 1898 bis 1902 das Département Haute-Saône als Mitglied der Nationalversammlung vertrat.